# Hand-Fuß-Syndrom
Das Hand-Fuß-Syndrom (HFS oder palmar-plantare Erythrodysästhesie, PPE) ist eine mit schmerzhafter Schwellung und Rötung einhergehende erythematöse Hautveränderung an den Handflächen und Fußsohlen, die als Begleitreaktion einer antineoplastischen Chemotherapie, im Rahmen einer Sichelzellenanämie oder unter Einnahme von MEK-Inhibitoren auftreten kann. Auch sensorische Störungen wie Kribbeln oder Taubheitsgefühl werden beobachtet. In schweren Fällen kann sich die Haut ablösen. Das Ausmaß variiert von einer schmerzlosen Schwellung oben genannter Lokalisation (Grad 1), bis hin zu stark schmerzenden Blasen und Hautablösungen mit entsprechenden Funktionseinschränkungen (Grad 3).
Die Pathogenese ist ungeklärt; die Behandlung beschränkt sich daher auf symptomatische Maßnahmen wie die Gabe von Schmerzmitteln, Kortikosteroiden, Vitamin B6 oder 10 % uridinhaltigen Cremes.

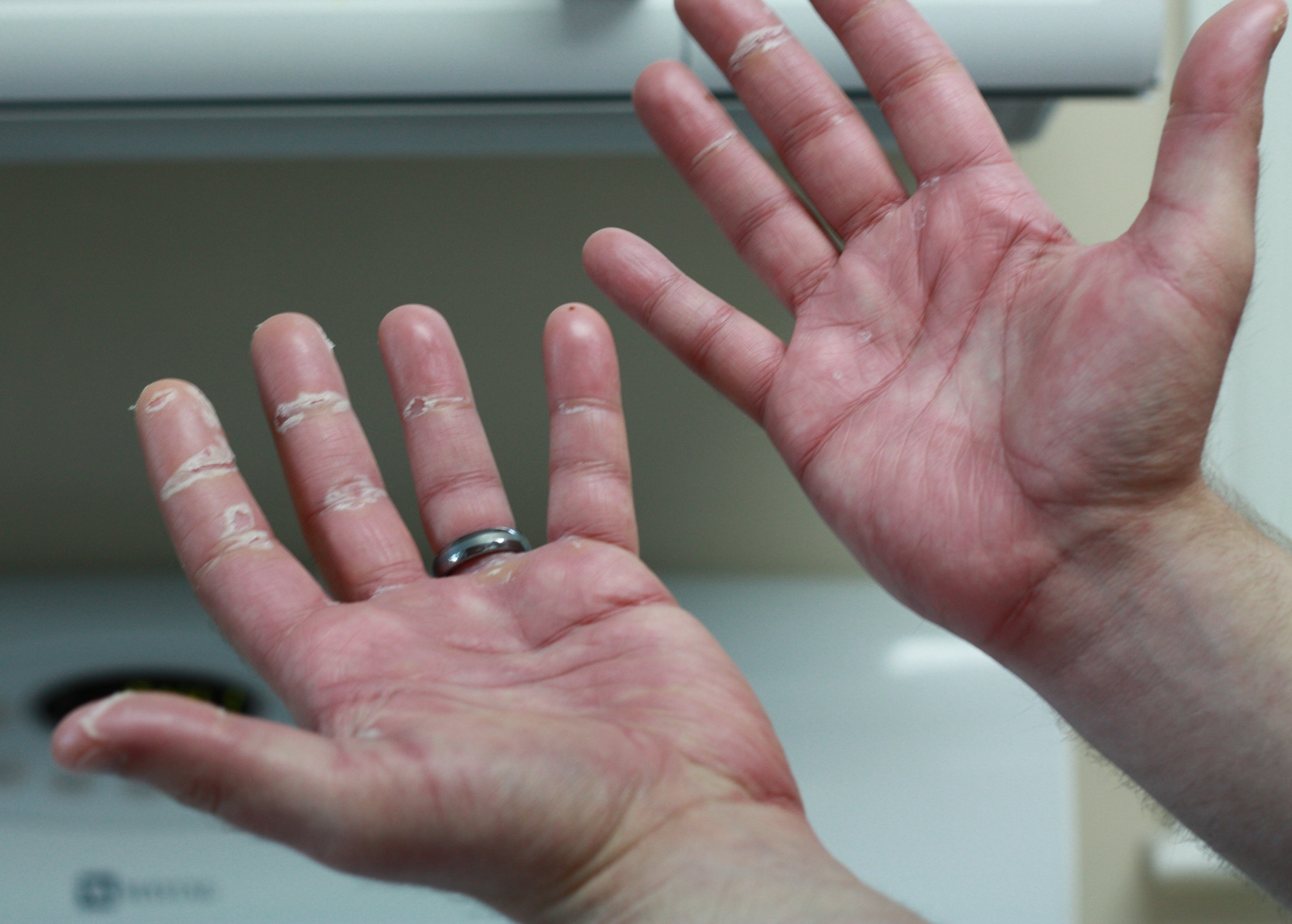
Hand-Fuß-Syndrom

Das Kühlen der Hautstellen soll dem Ausmaß und der Schwere der Symptomatik vorbeugen.
Zytostatische Arzneistoffe, die das Hand-Fuß-Syndrom hervorrufen können, sind beispielsweise Capecitabin, Cyclophosphamid, Cytarabin, Docetaxel, Doxorubicin, 5-FU, Oxaliplatin,  Paclitaxel, Sorafenib, Regorafenib und Sunitinib.
MEK-Inhibitoren sind beispielsweise Binimetinib, Cobimetinib, Lenvatinib, Selumetinib und Trametinib.